# Kurt Bialostotzky
Kurt Bialostotzky (1896-1985) fue un pintor boliviano de origen judeo-polaco.
Nació en 1896 en Obornik, cerca de Poznań (Polonia). Su infancia transcurrió en la ciudad polaca de Breslavia y luego en Berlín (Alemania), donde comienza a trabajar y a estudiar en el año 1910 como aprendiz de diseñador de tapices y estudiante de pintura. En 1918 participa en la Primera Guerra Mundial siendo gravemente herido. En 1938, debido a las crecientes oleadas de antisemitismo en su Europa natal y a las políticas discriminatorias del régimen nazi, decide emigrar hacia otras tierras, haciendo un primer y fallido intento de ir hacia Checoslovaquia, donde es capturado y encarcelado. En enero de 1939 emigró hacia Bolivia gracias a la concesión de visas hacia ese país sudamericano durante el gobierno del Tcnel. German Busch a instancias del baron del estaño Mauricio Hoschild, instalándose en un principio en la ciudad de La Paz, donde vivió por dos años hasta 1941 cuando se trasladó a la ciudad de Cochabamba donde conoció a su segunda esposa de nacionalidad alemana Thea Robinson recién llegada de la ciudad de Hamburgo en 1948, lugar donde vivió por más de 20 años; dentro de su segundo matrimonio con Thea Robinson pintó numerosas obras en oleo y acuarela estando en una colección privada.
Falleció en 1985 en Alemania.